# WC (raper)
William L. Calhoun, Jr., lepiej znany jako WC (ur. 9 sierpnia 1970 w Houston) – amerykański raper, członek formacji hip-hopowej Westside Connection. Jest reprezentantem kalifornijskiego rapu. Przypisuje mu się przynależność do gangu Crips, dokładniej 111'st Neighborhood Crips.

## Życiorys
WC urodził się w stanie Teksas, ale we wczesnym dzieciństwie przeniósł się do Los Angeles w Kalifornii, gdzie mieszka do dzisiaj. 
Karierę raperską zaczynał jako członek dwóch hip-hopowych grup - Low Profile i WC and the Maad Circle. Pierwszy solowy album Williama pt. The Shadiest One został wydany w 1998.
W latach 2003 i 2004 WC pojawił się w grach komputerowych Def Jam Vendetta oraz Def Jam: Fight for NY.

## Dyskografia

### Albumy solowe
- 1998: The Shadiest One
- 2002: Ghetto Heisman
- 2007: Guilty by Affiliation
- 2011: Revenge of the Barracuda

### Albumy wspólne
- 2013: West Coast Gangsta Shit (z Daz)

### Z Westside Connection
- 1996: Bow Down
- 2003: Terrorist Threats

## Filmografia
- 1995: Friday
- 1996: Set It Off
- 1999: Thicker Than Water
- 2001: Air Rage
- 2001: Stranded
- 2003: WC: Bandana Swangin - All That Glitters Ain't Gold
- 2008: Belly 2: Millionaire Boyz Club